# Wild Endre
Wild Endre (Arad, 1882. május 31. – Rio de Janeiro, 1969. július 28.) erdélyi magyar római katolikus pap, egyházi író, lapszerkesztő. Wild Lajos (1892) bátyja.

## Életútja, munkássága
Aradon végezte középiskolai tanulmányait, teológiát Rómában és Innsbruckban hallgatott, 1905-ben szentelték pappá. Mint a minorita rend tagja Lugoson kezdte papi pályáját, utána Pancsovára került plébánosnak. Az első világháborúban tábori lelkész volt, a háború utolsó évében tért haza Aradra. A minorita rendházban élénk tevékenységet fejtett ki, számos katolikus szervezetnek, társulatnak volt mozgatórugója.
Indulásától, 1918-tól bekapcsolódott az Aradon megjelenő Vasárnap c. katolikus folyóirat szerkesztésébe, amelynek Monay Ferenc után főszerkesztője volt. Maga is sok írást közölt, 1926-tól kezdve pedig az ő művészi igényű fényképfelvételei, elsősorban táj- és városképei illusztrálták a lapszámokat. Ő alapította a Vasárnap Kiadóvállalatot is. 1939. január 1-jétől Kézdivásárhelyre helyezték és megbízták az ottani minorita rendház vezetésével. A második világháború után Brazíliába vándorolt ki, ott hunyt el.
Fordításában jelent meg A pancsovai Minorita Rendház naplója (1718–1850) (Arad 1930); gondozásában Dálnoki Nagy Lajos Összes műveinek I. kötete (Arad, 1927).

## Társasági tagság
- Pázmány Péter Társaság (Nagyvárad)